# Юр'ївська сільська рада (Путивльський район)
Ю́р'ївська сільська́ ра́да — колишній орган місцевого самоврядування в Путивльському районі Сумської області. Адміністративний центр — село Юр'єве.

## Загальні відомості
- Населення ради: 912 особи (станом на 2001 рік)

## Населені пункти
Сільській раді підпорядковані населені пункти:
- с. Юр'єве
- с. Волинцеве
- с-ще Волинцівське

### Колишні населені пункти
- с. Первомайське, зняте з обліку 2007 року

## Склад ради
Рада складається з 12 депутатів та голови.
- Голова ради: Цапенко Микола Володимирович
- Секретар ради: Урютіна Тетяна Миколаївна

### Керівний склад попередніх скликань
| Прізвище, ім'я, по батькові   | Основні відомості                                                                      | Дата обрання | Дата звільнення |
| ----------------------------- | -------------------------------------------------------------------------------------- | ------------ | --------------- |
| Васильченко Микола Михайлович | Сільський голова, 1951 року народження, член Всеукраїнського об'єднання «Батьківщина»  | 26.03.2006   | 31.10.2010      |
| Цапенко Микола Володимирович  | Сільський голова, 1961 року народження, освіта вища, член Комуністичної партії України | 31.10.2010   |                 |

Примітка: таблиця складена за даними сайту Верховної Ради України

### Депутати
За результатами місцевих виборів 2010 року депутатами ради стали:

#### За суб'єктами висування
| Суб'єкт висування           | Кількість обраних депутатів | %    |
| --------------------------- | --------------------------- | ---- |
| Партія регіонів             | 8                           | 66,7 |
| Комуністична партія України | 2                           | 16,7 |
| Самовисування               | 2                           | 16,7 |

#### За округами
| № округу                    | Прізвище, ім'я, по батькові     | Дата визнання обраним | Освіта  | Партійна приналежність            | Відомості про обраного депутата                               |
| --------------------------- | ------------------------------- | --------------------- | ------- | --------------------------------- | ------------------------------------------------------------- |
| Комуністична партія України |                                 |                       |         |                                   |                                                               |
| 3                           | Сімак Олександр Васильович      | 07.11.2010            | вища    | позапартійний                     | тимчасово не працює                                           |
| 7                           | Кошелєв Віктор Васильович       | 07.11.2010            | середня | член Комуністичної партії України | ПП «Карла Маркса», зварювальник                               |
| Партія регіонів             |                                 |                       |         |                                   |                                                               |
| 1                           | Мазина Галина Олександрівна     | 07.11.2010            | вища    | позапартійна                      | Юр'ївська сільська рада, бухгалтер                            |
| 2                           | Юрченко Валентина Дмитрівна     | 07.11.2010            | вища    | позапартійна                      | Філіал Путивльської р-ної бібліотеки в с. Юр'єве, бібліотекар |
| 4                           | Урютіна Тетяна Миколаївна       | 07.11.2010            | вища    | позапартійна                      | Юр'ївська сільська рада, секретар                             |
| 5                           | Тимошенко Вікторія Карлівна     | 07.11.2010            | середня | позапартійна                      | Юр'ївський будинок культури, техпрацівник                     |
| 6                           | Батичко Лідія Володимирівна     | 07.11.2010            | вища    | позапартійна                      | Юр'ївський будинок культури, директор                         |
| 8                           | Бутова Ніна Дмитрівна           | 07.11.2010            | вища    | позапартійна                      | Юр'ївська сільська рада, землевпорядник                       |
| 9                           | Волинцева Валентина Іванівна    | 07.11.2010            | вища    | позапартійна                      | Путивльська ЦРЛ, сестра-господарка                            |
| 10                          | Клуннікова Катерина Анатоліївна | 07.11.2010            | вища    | позапартійна                      | Волинцівська сільська лікарська амбулаторія, фельдшер         |
| Самовисування               |                                 |                       |         |                                   |                                                               |
| 11                          | Ткаченко Валентина Геннадіївна  | 07.11.2010            | середня | позапартійна                      | тимчасово не працює                                           |
| 12                          | Легкова Юлія Анатоліївна        | 07.11.2010            | середня | позапартійна                      | ПП «Філимоненко», продавець                                   |